# Korektivno održavanje
Korektivno održavanje se može opisati kao vrsta održavanja koje se poduzima kada je pojedini dio ili sustav otkazao ili je istrošen. Dakle, korektivno održavanje je održavanje koje se realizira NAKON javljanja kvara. Ono se poduzima radi povrata tog dijela ili sustava u prvobitno, radno stanje. Drugi opis ovog održavanja je da je ovo jedini način održavanja pri kojem se ništa ne radi, odnosno održavanje po načinu "Ne diraj, vidiš da radi".
Ovo je najčešći način održavanja koji se danas primjenjuje, a ujedno je i prividno najjeftiniji. Cijena tekućeg održavanja u ovom slučaju je jednaka 0, naime ne postoje izdaci za tekuće održavanje. Održavanje se vrši tek nakon što kvar nastupi a počesto uz kvar pojedinog dijela nastaje šteta i na okolnim dijelovima i uređajima. Osim toga, pouzdanost sustava s ovim načinom održavanja je upitna, ona je direktno ovisna o pouzdanosti najslabije komponente. Zastoji u radu se ne mogu predvidjeti kao ni vrijeme potrebno za popravak sustava. Da bi se izbjegli duži zastoji zbog kvarova pri ovom načinu održavanja jedina je mogućnost imati sve dijelove sustava u pričuvi što znatno poskupljuje održavanje. Iz navedenog je očito da se ovim načinom održavanja ne mogu održavati važniji i skuplji sustavi, već se oni održavaju pojedinim načinima preventivnog održavanja. Ovaj način se primjenjuje na manje i jeftinije stavke, npr. u zrakoplovu će se sustavi za pogon održavati preventivno, a hladnjak pića u zrakoplovu korektivno. Primjena korektivnog održavanja je prihvatljiva svuda gdje konzekvence pojave kvara nisu takve da nameću primjenu planskog (preventivnog ili prediktivnog) održavanja. Korektivno održavanje se uvijek obavlja bez raspoređivanja i najčešće neplanski, ali i za pojedine aktivnosti korektivnog održavanja se također kreiraju planovi održavanja. 